# 5717 Damir
5717 Damir este un asteroid din centura principală de asteroizi.

## Descriere
5717 Damir este un asteroid din centura principală de asteroizi. A fost descoperit pe 20 octombrie 1982 la Observatorul de Astrofizică din Crimeea de Liudmila Karacikina. El prezintă o orbită caracterizată de o semiaxă mare de 2,40 ua, o excentricitate de 0,22 și o înclinație de 2,3° în raport cu ecliptica.